# Luis Torres
Luis Torres (23 ottobre 1971) è un ex calciatore paraguaiano, di ruolo attaccante.

## Carriera

### Club
Ha giocato nella prima divisione del Paraguay ed in quella del Guatemala.

### Nazionale
Nel 2001 ha giocato una partita nella Nazionale paraguayana.